# 꿈마을도서관
꿈마을도서관은 서울특별시 구로구에 있는 공립 도서관이다.

## 연혁
- 2007년 4월 13일 개관.